# William Paling
William Thomas Paling (ur. 28 października 1892, zm. 10 kwietnia 1992) – brytyjski polityk Partii Pracy, deputowany Izby Gmin.

## Działalność polityczna
W okresie od 5 lipca 1945 do 18 września 1959 reprezentował okręg wyborczy Dewsbury w brytyjskiej Izbie Gmin.